# Resolució 3 del Consell de Seguretat de les Nacions Unides
La Resolució 3 del Consell de Seguretat de les Nacions Unides, aprovada el 4 d'abril de 1946, ajornava fins al 6 de maig el debat que a petició de l'Iran hauria de determinar si el procés de retirada de tropes soviètiques de territori iranià havia conclòs.
El 3 d'abril, per petició del Consell en la 28a sessió, la Unió Soviètica va posar en coneixement del Secretari General que la retirada total s'estimava en "cinc o sis setmanes" i que les negociacions en altres afers amb el govern de l'Iran no guardaven relació amb la retirada de les tropes. En aquest últim sentit, el text de la resolució afirmava el desig de "evitar tota possibilitat que la presència de tropes de la URSS a l'Iran pogués utilitzar-se per influir en el curs de les negociacions entre els Governs de l'Iran i de la URSS."
La resolució va ser aprovada per majoria. Austràlia, encara que present, no va participar en la votació. La URSS va estar absent en la sessió.